# 山尾幸久
山尾 幸久（やまお ゆきひさ、1935年12月10日 - 2021年11月4日）は、日本の歴史学者。専門は日本古代史。立命館大学名誉教授。

## 経歴
旧満洲撫順出身。後に、満洲での中国人との関わりや引き揚げ体験の記憶が、自らの歴史観に大きく影響していたと回顧している。
1962年、立命館大学二部（夜間）文学部日本文学専攻に入学。中国文学専攻の白川静の授業を受講して学問に目覚めた。北山茂夫と出会ったことにより日本古代史を志し、一部（昼間）文学部日本史学専攻に転籍した。卒業論文は「魏志倭人伝の史料批判」で、『立命館文学』267号（1967年）に掲載された。
大学院修士課程に進学し、1969年に立命館大学文学部助手となった。そこから立命館大学に27年間勤務した。北山の後任であったことから職責への意識が強く、講義準備を熱心に行っていた。1996年、教育産業化した大学への批判意識から、定年の5年前で退職した。
晩年は、滋賀県大津市北比良にある自宅で過ごした。
2019年4月に妻を亡くしてからは体調を崩して入院しており、2021年11月4日に誤嚥性肺炎で死去。

## 学説
卑弥呼の時代（3世紀後半）の王権の誕生と、律令制形成期（7世紀後半）の天皇の出現と日本民族の形成、東アジア世界の国家権力の相互動態が主要な研究テーマであった。
著書『日本古代国家と土地所有』（吉川弘文館 2003年）で石母田正の古代国家論を全面的に批判した。他に『古代最大の内戦 磐井の乱』（大和書房 1985年）などで、「磐井の乱」を継体天皇に対する反乱（通説）ではなく、近畿（つまり全国統一を果たしていない）と九州の国家同士の戦争と主張するなど、独自の視点を提示した。

## 略歴
- 1935年12月10日 満洲国撫順市で生まれる
- 1962年 立命館大学二部文学部日本文学専攻に入学
- 1966年 立命館大学文学部史学科卒業、大学院修士課程に進学
- 1968年 同大学院文学研究科修士課程修了
- 1969年 立命館大学文学部助手
- 1996年 立命館大学文学部退職
- 2021年11月4日 誤嚥性肺炎で死去

## 著書

### 単著
- 『魏志倭人伝』（講談社現代新書） 講談社 初版1972年（新版1986年 ISBN 9784061488359）
- 『日本国家の形成』（岩波新書黄13） 岩波書店 1982年 ISBN 9784004200130
- 『日本古代王権形成史論』 岩波書店 1983年 ISBN 9784000016377
- 『日本古代の国家形成』（古代文化叢書） 大和書房 1986年 ISBN 9784479830092
- 『古代の日朝関係』（塙選書93） 塙書房 1989年 ISBN 9784827330939
- 『カバネの成立と天皇』（古代史研究選書） 吉川弘文館 1998年 ISBN 9784642021715
- 『筑紫君磐井の戦争 : 東アジアのなかの古代国家』 新日本出版社 1999年 ISBN 9784406026932
- 『日本古代国家と土地所有』（日本史学研究叢書） 吉川弘文館 2003年 ISBN 9784642023887
- 『古代王権の原像 : 東アジア史上の古墳時代』 学生社 2003年 ISBN 9784311202704
- 『「大化改新」の史料批判』 塙書房 2006年 ISBN 9784827312058
- 『古代の近江 : 史的探究』サンライズ出版、2016年。ISBN 9784883255924。 NCID BB21154896。

### 共著
- 鈴木靖民 編『律令国家』有精堂出版〈論集日本歴史 2〉、1973年。 NCID BN02050184。
- 上田正昭 編『津田左右吉』三一書房〈人と思想〉、1974年。 NCID BN03142255。
- 日本史論叢会 編「県の史料について」『論究日本古代史』学生社、1979年。 NCID BN00398285。
- 田村円澄、小田富士雄、山尾幸久『古代最大の内戦 磐井の乱』大和書房、1985年。ISBN 9784479840015。 NCID BN05377577。
- 朝鮮史研究会 編「7世紀の東アジアと日本の国家形成」『古代の韓国と日本』学生社〈古代の日本と韓国1〉、1988年。ISBN 9784311420016。 NCID BN02761411。
- 門脇禎二、水野正好 編「河内飛鳥と渡来氏族」『河内飛鳥』吉川弘文館〈古代を考える〉、1989年。ISBN 9784642021487。 NCID BN0396897X。
- 後藤靖・山尾幸久編『洛西探訪 : 京都文化の再発見』 淡交社 1990年 ISBN 9784473011596
- 水野正好 編「大津宮の興亡」『近江』吉川弘文館〈古代を考える〉、1992年。ISBN 9784642021821。 NCID BN07629422。
- 上田正昭、坂元義種、直木孝次郎、本位田菊士、山尾幸久『古代天皇の謎』学生社〈エコール・ド・ロイヤル古代日本を考える18〉、1993年。ISBN 9784311410185。 NCID BN09722393。
- 「筑紫王朝 : 国家形成の歴史的契機」『古代王朝をめぐる謎』学生社〈エコール・ド・ロイヤル古代日本を考える20〉、1995年。ISBN 9784311410208。 NCID BN13589989。
- 「教科書に真実と自由を」連絡会 編「東アジアのなかで古代の日本をとらえる」『徹底批判『国民の歴史』』大月書店、2000年。ISBN 9784272520619。 NCID BA46814014。
- オオヤマト古墳群シンポジウム実行委員会 編「古代日本の初期王権とオオヤマト古墳群」『オオヤマト古墳群と古代王権』青木書店、2005年。 NCID BA68388725。
- 「ヤマト王権の胎動」『古墳のはじまりを考える』学生社、2005年。ISBN 9784311202803。 NCID BA72111419。
- 山尾幸久 編「古代日本の国家と民族」『古代日本の民族・国家・思想』塙書房、2021年。ISBN 9784827313222。 NCID BC07730156。